# Kungälv
Kungälv ist eine Stadt im Südwesten Schwedens. Sie gehört zur Provinz Västra Götalands län sowie zur historischen Provinz (landskap) Bohuslän und ist Hauptort der gleichnamigen Gemeinde.

## Geografie
Kungälv liegt überwiegend am rechten Ufer des rechten (nördlichen) Mündungsarms des Flusses Göta älv, der auch als Nordre älv bezeichnet wird, etwa 20 km nördlich des Zentrums von Göteborg und etwa 15 km von der schwedischen Westküste am Kattegat entfernt.
Ein kleiner Teil des Tätortes (278 Einwohner auf 44 Hektar, 2015) liegt auf dem Territorium der benachbarten Gemeinde Göteborg. Dabei handelt es sich um das zuvor als Tätort eigenständige Rödbo südöstlich an Kungälv anschließend am jenseitigen Ufer des Nordre älv auf der Insel Hisingen gelegen.

## Geschichte

Grenzverlauf zwischen Schweden und Norwegen im 11. Jahrhundert

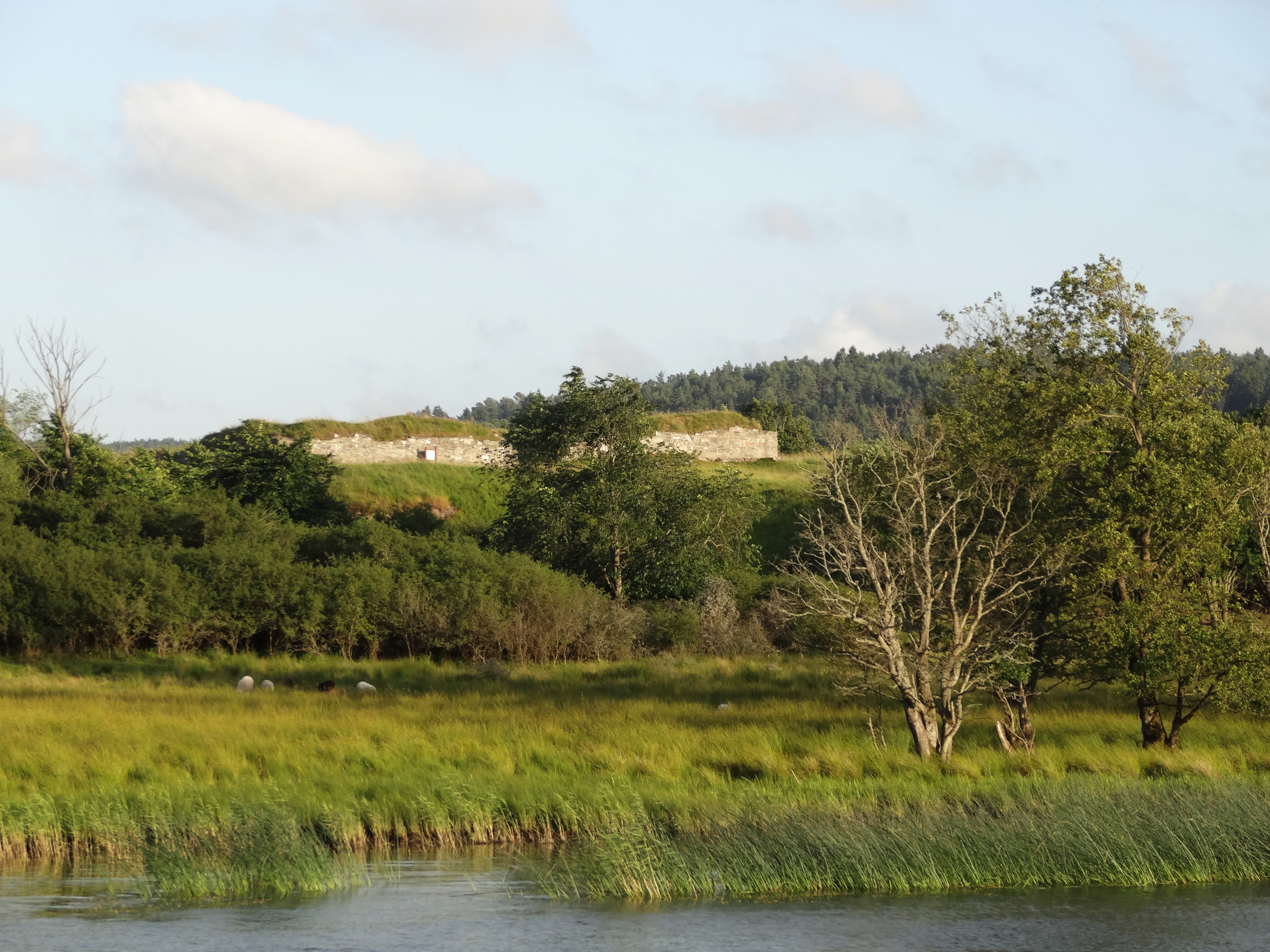
Ragnhildsholmen am Nordre älv, 2013

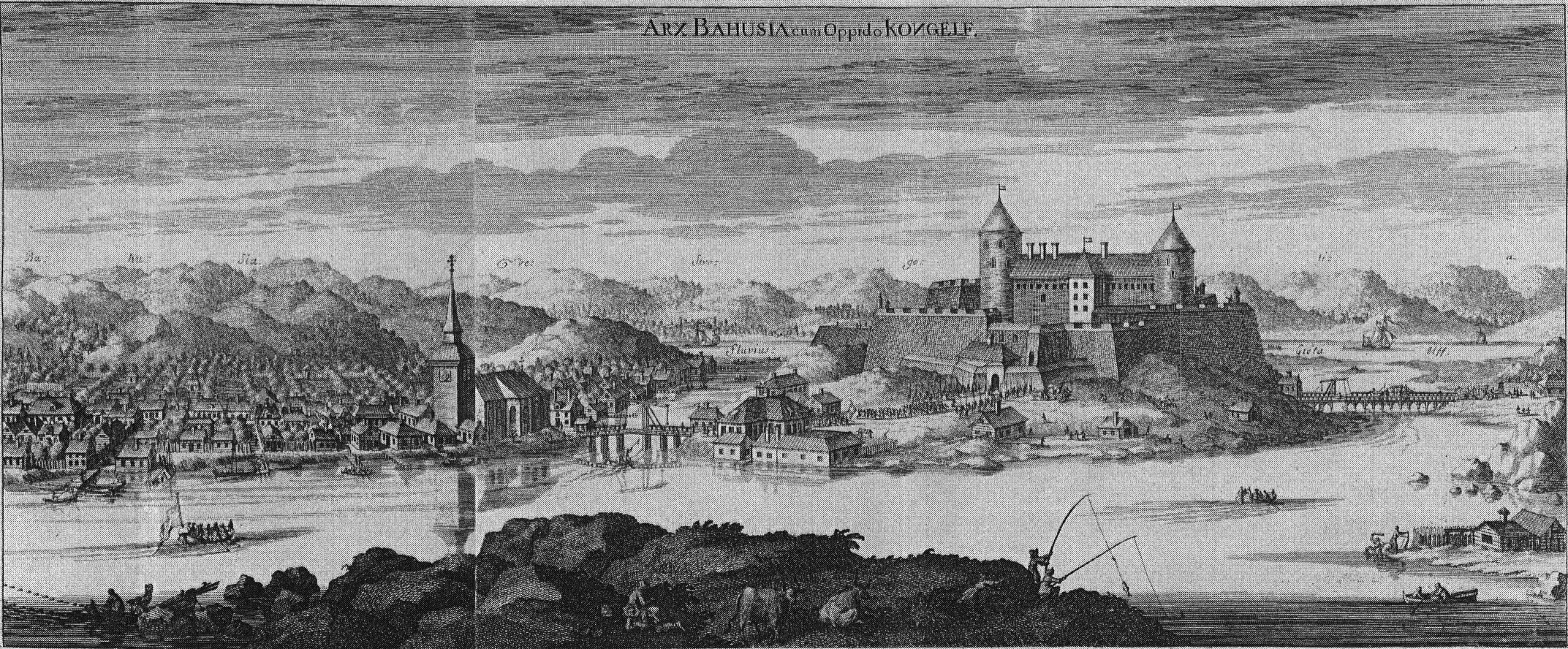
Stadt Kungsälv am Fuß der Festung Bohus im Jahr 1713

Eisenzeitliche Spuren finden sich im Gräberfeld von Västra Porten-Smällen. Hinweise der Namenforschung ergeben, dass sich eine erste Besiedelung auf der Insel Björkö im Fluss Nordre älv zusammengefunden hat. Der Name Björkøy fällt in die Namensfamilie bjarkøy, welche verschiedene Bedeutungen hat. Zum einen kann es sich auf bjerk, Birke, beziehen und eine Baum- (Birken-) bewachsene Insel heißen. Zum anderen bezieht sich das Wort bjark auf den Handel. Eine weitere Bedeutung lehnt sich an das altfriesische Wort berek und bedeutet Rechtskreis. Die letzten zwei Bedeutungen kommen im Zusammenhang mit dem alten Handels- und Seefahrtsrecht, dem Bjarkøyrett, vor. Der Name kann aber ebenso gut von einem Ortsnamen abgeleitet sein, da viele Inseln entlang der norwegischen Küste den Namen Bjarkøy oder Bjerkøy tragen; so Inseln in Hålogaland, Trøndelag, Hordaland, vor Tønsberg sowie im Skiensfjord und Oslofjord. Ebenso befand sich der wichtige Wikinger-Handelsplatz Birka auf der Insel Björkö. Viele skandinavische Handelsplätze entstanden zuerst auf Inseln, da diese besser zu verteidigen waren.
Ein geschichtlich überlieferter Vorgänger der Stadt Kungälv war Konghelle, auch unter den schwedischen Namen Kungahälla und Konnungahälla bekannt. Die Stadt gehörte zu Norwegen, und auch ihre Ursprünge sind unbekannt. Die Stadt soll im Jahr 959 vier Kilometer westlich von Kungälv gegründet worden sein, doch schriftliche Quellen erwähnen sie erst im 12. Jahrhundert. Im Jahre 1101 fand hier ein Dreikönigstreffen statt. Damals schlossen König Erik I. Ejegod von Dänemark, König Magnus III. von Norwegen und König Inge I. von Schweden einen Friedensvertrag. Ein 1940 in Kungälv errichteter hoher „Friedensstein“ erinnert an das denkwürdige historische Ereignis vor über 900 Jahren.
Konghelle verlor jedoch seine Bedeutung als mittelalterliche skandinavische Hafen- und Handelsstadt am Laurentiustag (10. August) des Jahres 1135, nur fünf Jahre nach Sigurds Tod. Dieses wichtige Zentrum wurde von dem Pommernherzog Ratibor mit einer Flotte von 250 Schiffen als Vergeltungsaktion heimgesucht und gebrandschatzt. Die Pommern erlitten während der Kampfhandlungen erhebliche Verluste an Kriegern und an Schiffen, blieben aber letztlich die Sieger. Mit wertvoller Beute, darunter dem berühmten und heute verschollenen „Cordula-Schrein“ und an die 700 gefangene Nordländer mit sich führend, segelte der Rest der herzoglichen Flotte zurück nach Pommern. Sowohl Snorri Sturluson als auch die Knytlingasaga und der dänische Geschichtsschreiber Saxo Grammaticus berichten über den slawischen Angriff und die Vorgänge im Göta älv an der Küste Hallands. Der Cordula-Schrein, auch als Schrein von Cammin bekannt, war eine kostbare nordische Reliquie. Das erbeutete Original, nach anderer Auffassung ein Geschenk des Bischofs Asker an Otto von Bamberg, gehörte zum Schatz des Doms zu Cammin und gilt seit Kriegsende 1945 als verlustig.
Im Jahr 1161 starb der Heerführer Gregorius Dagsson, ein Gefolgsmann von König Inge, bei Konghelle.
Unter Håkon Håkonsson wurde Konghelle Mitte des 13. Jahrhunderts zum südlichsten Außenposten Norwegens. Er ließ die Festung Ragnhildarholm auf der gegenüberliegenden Seite des Flusses errichten und auch das Franziskanerkloster stammt aus dieser Zeit. Anfang des 14. Jahrhunderts errichtete Håkon V. die Festung Bohus unweit von Konghelle.
1612 wurde Konghelle durch einen schwedischen Angriff zerstört und nicht wieder errichtet. Die Bewohner gründeten nach dem Angriff die Stadt Kungälv in unmittelbarer Nähe zur Festung Bohus. Diese gehört seit dem Frieden von Roskilde, im Jahr 1658, zu Schweden.
Über die Weihnachtstage 1938 war Lise Meitner hier bei Freunden zu Besuch. Zusammen mit ihrem Neffen Otto Frisch gelang ihr hierbei die kernphysikalische Erklärung von Experimenten die Otto Hahn und Fritz Straßmann in Berlin durchgeführt hatten. Ergebnis der Experimente und ihrer Erklärung war die Entdeckung der Kernspaltung.

## Kultur und Sehenswürdigkeiten

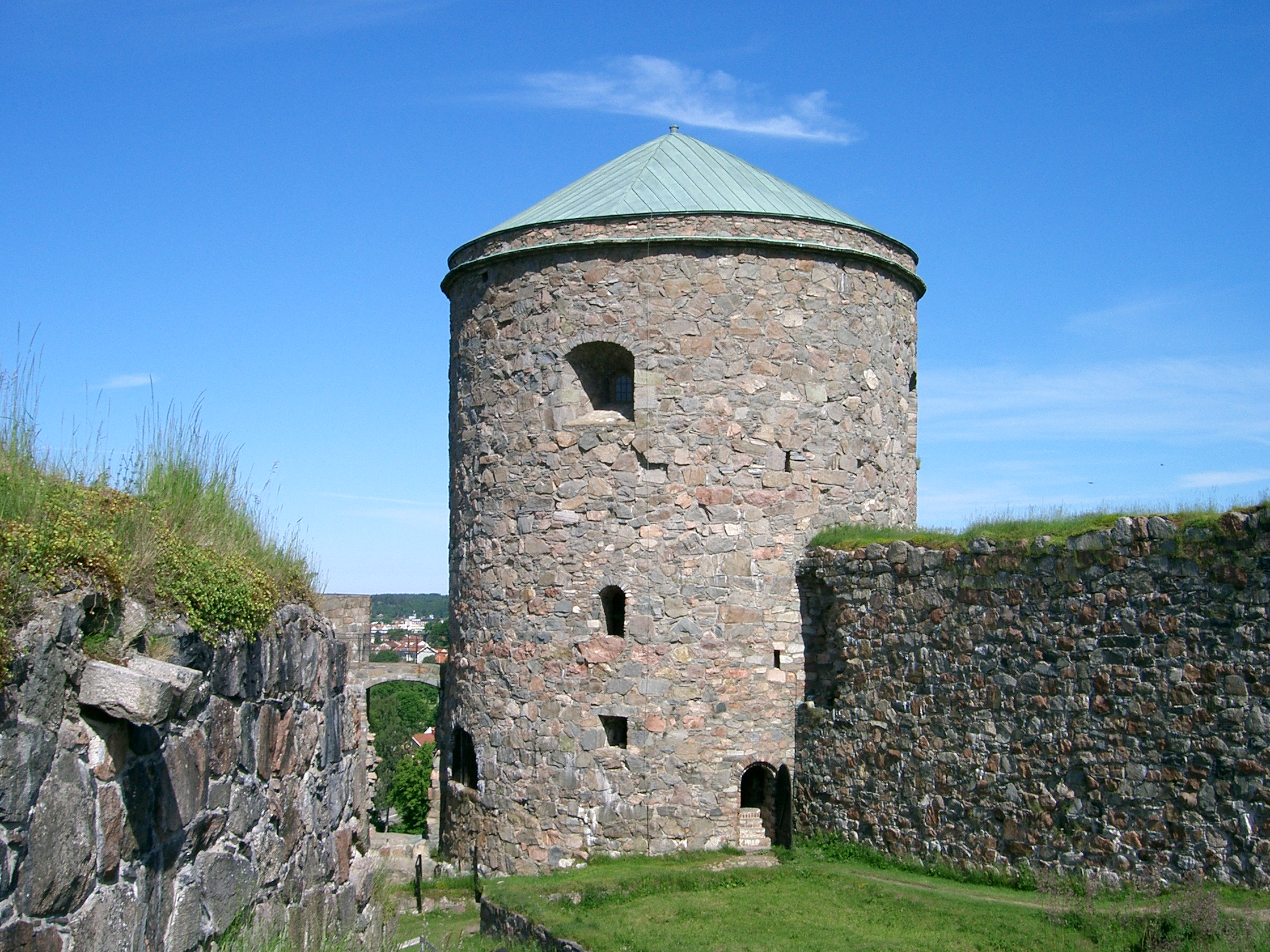
Festung Bohus: Blick auf den Fars Hatt

Größte Sehenswürdigkeit von Kungälv ist die Festung Bohus, eine ehemals norwegische Festung zur Sicherung der norwegischen Grenze gegen Schweden. Durch die Nähe zur Festung wurde Kungälv in Kriegen mehrfach komplett zerstört und an unterschiedlichen Orten in Festungsnähe wieder neu aufgebaut.
Åseby Storrösen bei Kungälv, ist mit etwa 30,0 m Durchmesser und 3,0 m Höhe eine der größten Rösen des Landes.
Durch seine reizvolle Lage zwischen Flüssen, Seen und hügeligen Wäldern ist Kungälv besonders an Wochenenden ein beliebtes Ausflugsziel der Göteborger.

## Persönlichkeiten
- Erik Lindh (* 1964), Tischtennisspieler und -trainer
- Sabina Jeschke (* 1968), Professorin für Maschinenbau
- Niklas Andersson (* 1971), Eishockeyspieler
- Svante Samuelsson (* 1972), Fußballnationalspieler
- Eva Larsson (* 1973), Fußballspielerin
- Per Johan Axelsson (* 1975), Eishockeyspieler
- John Hron (1981–1995), ein Junge, von Neo-Nazis ermordet
- Pontus Wernbloom (* 1986), Fußballspieler
- Lovisa Lindh (* 1991), Leichtathletin
- Marie Wall (* 1992), Handballspielerin